# Himara (region)
Himara, eller Himarë, är en region i landskapet Laberien i Albanien. Det finns sju byar i regionen: Palasë, Dhërmi, Vuno, Kudhësi, Qeparo, Piluri och Himara.